# Gregori Warchavchik
Gregori Warchavchik (en rus, Григорий Ильич Варшавчик, romanitzat com Grigorij Il'ič Varšavčik) (Odessa, 2 d'abril de 1896-São Paulo, 27 de juliol de 1972) va ser un arquitecte racionalista rus naturalitzat brasiler.
En els seus projectes va col·laborar amb la seva dona Mina Klabin Warchavchik per al disseny del paisatgisme.

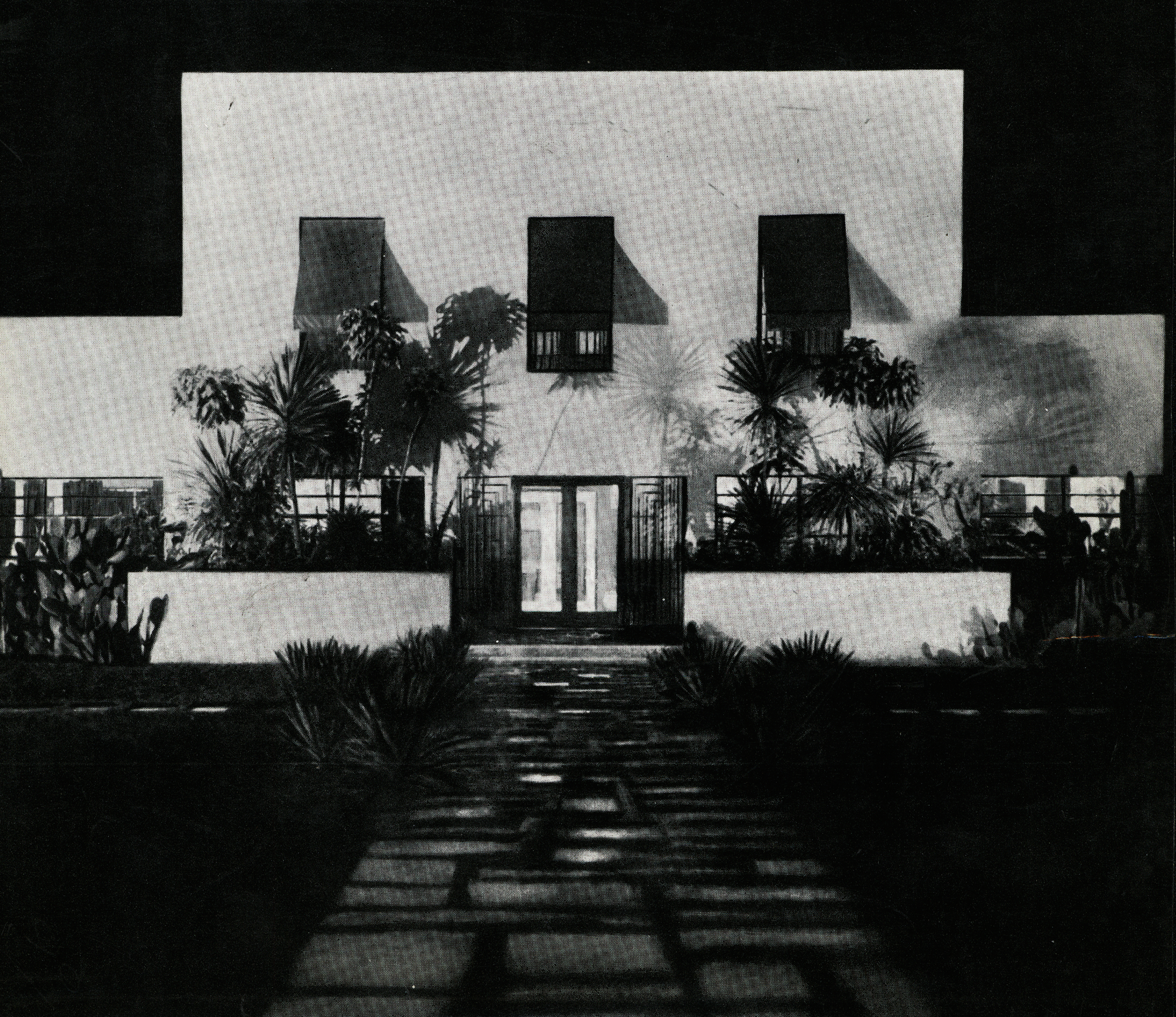
Fondo Correio da Manhã

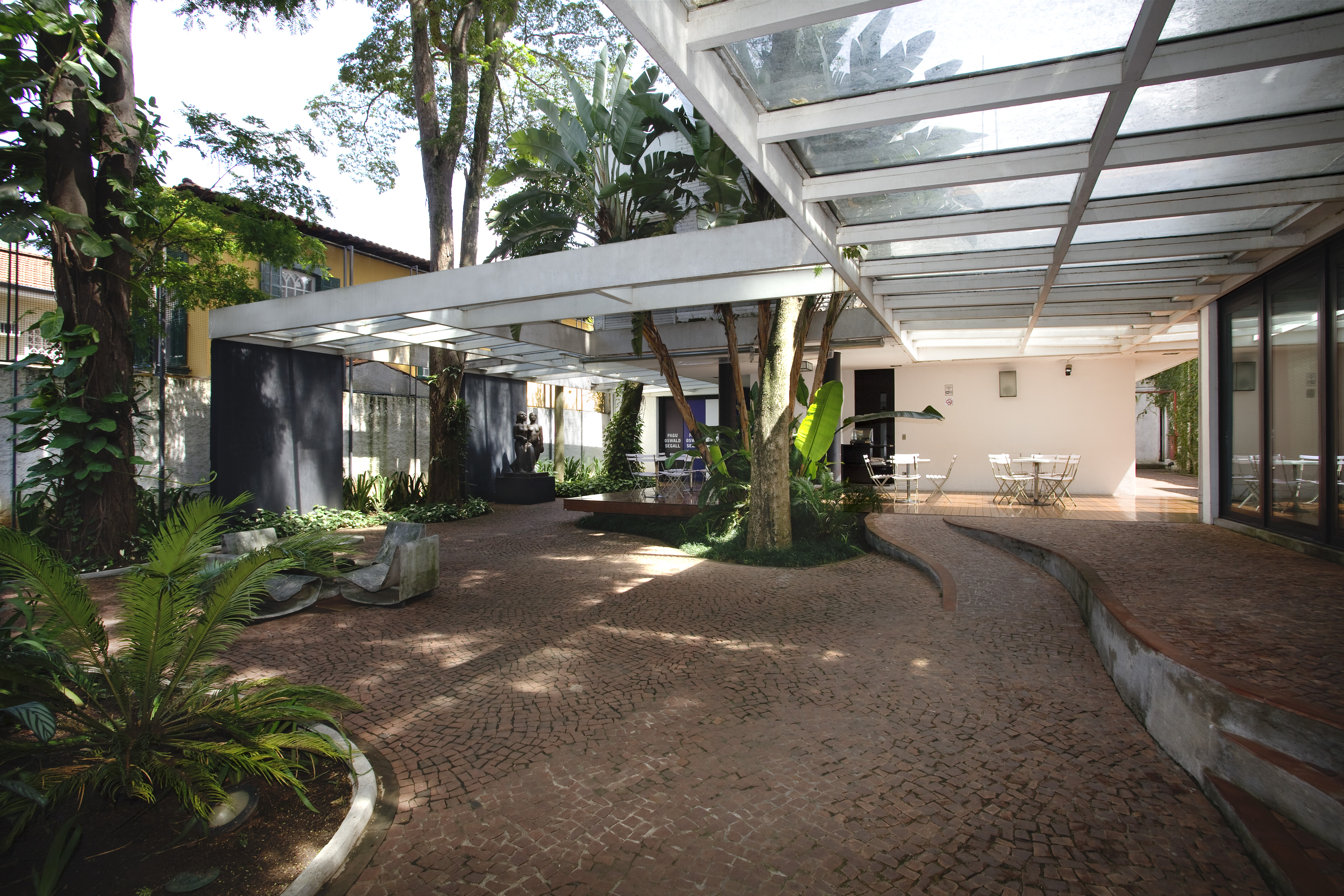
Museu Lasar Segall (1967), São Paulo

## Trajectòria
Va estudiar a la Universitat d'Odessa i al Reale Istituto Superiore de Belle Arti de Roma. Després de titular-se l'any 1920; va treballar per a Marcello Piacentini, per a qui va exercir d'ajudant en el Teatre Savoia de Florència. El 1923 va emigrar al Brasil, on va treballar a São Paulo. Va viure a Rio de Janeiro entre 1931 i 1933, treballant en un despatx amb Lúcio Costa i on van coincidir amb Oscar Niemeyer, quan encara era un subaltern. Al 1934 va obrir el seu propi estudi en São Paulo.
Pioner de l'arquitectura racionalista al Brasil, important les idees de Le Corbusier o van Der Rohe va ser autor de diverses obres d'aquest estil a São Paulo: la seva casa, considerada la primera casa moderna del Brasil (1927-1928), els edificis dels carrers Avanhandava i Tomé de Souza (1929), les cases populars del carrer Dona Berta (1930) i la Casa Moderna (1930). L'edifici del carrer Itapolis, d'influència bauhausiana, va ser considerat tot un manifest del racionalisme i va suscitar una viva polèmica pel seu avançat disseny.
Warchavchik anava molt per davant de la indústria brasilera de construcció civil. Les seves idees xocaven contra la manca de personal qualificat (des de paletes a directors d'obra i arquitectes) capaços de plasmar els seus dissenys. Tampoc es trobaven materials d'obra adients, ni complements de decoració que combinessin amb el nou estil.
L'any 1929, a instàncies de Le Corbusier, va ser nomenat representant del CIAM (Congrés Internacional d'Arquitectura Moderna) a Amèrica del Sud. A l'any següent va començar a fer classes a l'Escola Nacional de Belles Arts de Rio de Janeiro. En aquesta ciutat va construir amb Lúcio Costa la casa del carrer Toneleros (1931), la casa Schwartz (1932) i les cases populars de Gamboa (1937).
De tornada a São Paulo, va ser autor de la seu de l'Ajuntament (1943), les seus dels clubs Paulistano (1948) i Pinheiros (1956), de les oficines de Cicero Prado (1954) i del Museu Lasar Segall (1967).